# Acianthera recurva
Acianthera recurva  es una especie de orquídea epifita que se encuentra en Ecuador, Perú, Bolivia y Brasil en la Mata Atlántica.

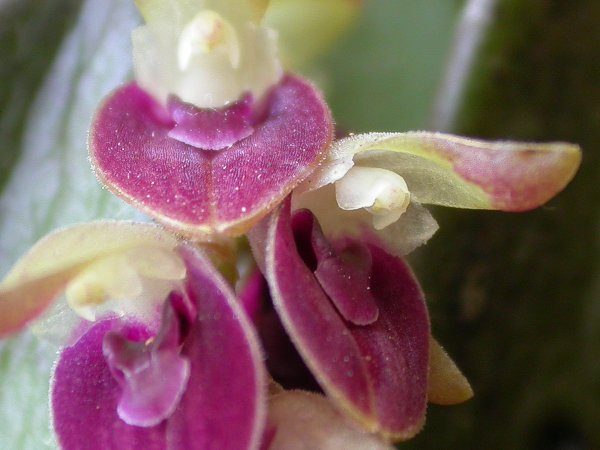
Detalle de las flores

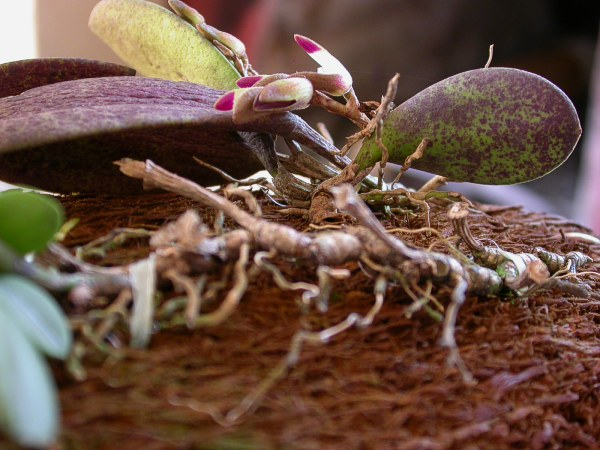
Vista de la planta

## Distribución y hábitat
Se encuentra en Ecuador, Perú, Bolivia y Brasil, a elevaciones de 950 a 1.100 metros en los bosques semi-húmedos y los bosques montanos húmedos donde florece en una inflorescencia apical, racemosa, colgante con pocas flores que se sostienen a un lado de la hoja.

## Taxonomía
Acianthera recurva fue descrita por (Lindl.) Pridgeon & M.W.Chase  y publicado en Lindleyana 16(4): 246. 2001.
Etimología
Acianthera: nombre genérico que es una referencia a la posición de las anteras de algunas de sus especies.
recurva: epíteto latino que significa "curvada para atrás".
Sinonimia
- Acianthera punctata Scheidw.
- Humboltia acianthera (Lindl.) Kuntze
- Humboltia recurva (Lindl.) Kuntze
- Pleurothallis acianthera Lindl.
- Pleurothallis albipetala (Barb.Rodr.) Hoehne & Schltr.
- Pleurothallis bistuberculata Barb.Rodr.
- Pleurothallis curitybensis Kraenzl.
- Pleurothallis lamproglossa Schltr.
- Pleurothallis leucorhoda Schltr.
- Pleurothallis lilacina Barb.Rodr.
- Pleurothallis lilacina var. albipetala Barb.Rodr.
- Pleurothallis lilacina var. microphylla Barb.Rodr.
- Pleurothallis maculata Rolfe
- Pleurothallis recurva Lindl.
- Pleurothallis recurva var. microphylla (Barb.Rodr.) Garay
- Pleurothallis regeliana Rchb.f.
- Specklinia recurva (Lindl.) F.Barros[4][5]